# Arresø

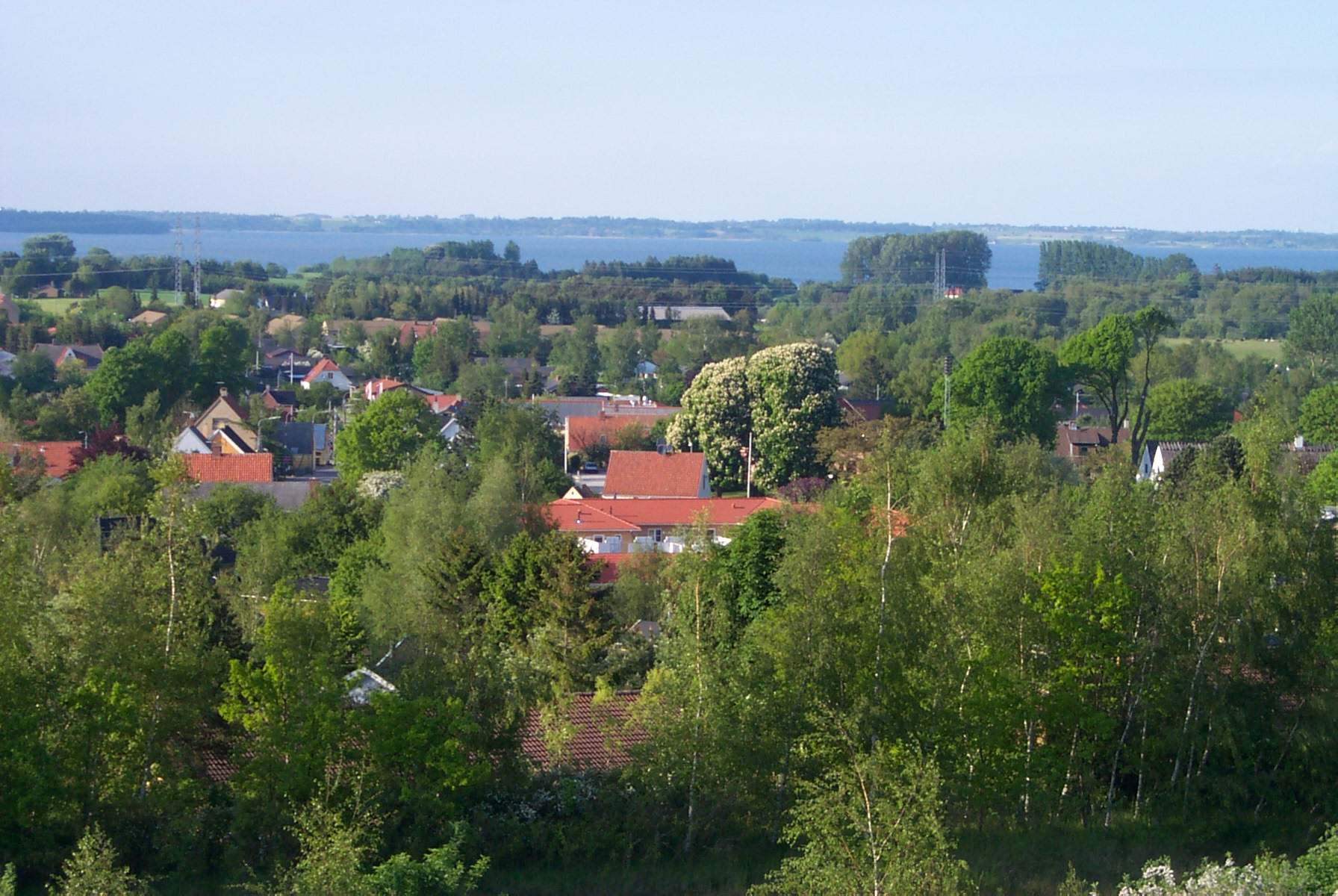
Obec Ølsted a v pozadí jezero Arresø

Arresø (česky: jezero Arre) je jezero v Dánsku, přesněji v regionu Hovedstaden. Nachází se mezi třemi okresy, severně od obce Ølsted a východně od Frederiksværku.
S rozlohou 39,84 km2 je Arresø největším dánským jezerem. Před poslední dobou ledovou bylo jezero součásti Roskildského fjordu, spojeného s průlivem Kattegat, ale během doby ledové byla země na severozápadě vyzdvižena a vytvořila tak jezero. Nyní je Arresø s Roskildským fjordem spojeno umělým tokem - Arresø Kanalem, jehož kopání započalo okolo roku 1717. Na práci se podíleli dánští vojáci a švédští váleční zajatci. Arresø Kanal protéká obcí Frederiksværk.
Do Arresø ústí množství řek a potoků, z nichž nejvýznamnější je řeka Pøleå. Kolem jezera, zejména u jeho západního okraje, se nachází mnoho kopců. Kromě jiných jsou to například Maglehøj v obci Frederiksværk nebo kopce Arrenakke. Ty poskytují krásný výhled na jezero. Východně od Frederiksværku je poloostrov Arrenæs, který vyčnívá do jezera.